# Merdrignac
Merdrignac (Aussprache [mɛʁdʁiɲak], bretonisch: Medrineg) ist eine französische Gemeinde mit 3.140 Einwohnern (Stand: 1. Januar 2022) im Département Côtes-d’Armor in der Region Bretagne. Sie gehört zum Arrondissement Saint-Brieuc und ist Mitglied im Gemeindeverband Loudéac Communauté – Bretagne Centre. Die Einwohner werden Merdrignaciens und Merdrignaciennes genannt.
Sie entstand mit Wirkung vom 1. Januar 2025 als Commune nouvelle durch Zusammenlegung der bis dahin selbstständigen Gemeinden Merdrignac und Saint-Launeuc, die fortan den Status als Communes déléguées besitzen. Der Verwaltungssitz befindet sich im Ort Merdrignac.

## Gemeindegliederung
| Commune déléguée             | Ehemaliger INSEE-Code | PLZ   | Fläche (km²) | Einwohnerzahl (2022) |
| ---------------------------- | --------------------- | ----- | ------------ | -------------------- |
| Merdrignac (Verwaltungssitz) | 22147                 | 22230 | 57,12        | 2.950                |
| Saint-Launeuc                | 22309                 | 22230 | 11,58        | 0190                 |

## Geografie
Merdrignac liegt etwa 44 Kilometer südöstlich von Saint-Brieuc, etwa 55 Kilometer westnordwestlich von Rennes und etwa 43 Kilometer nordnordöstlich von Pontivy in der historischen Landschaft des Pays de Saint-Brieuc an der Grenze zum benachbarten Département Morbihan. Das Gemeindegebiet wird von den Flüssen Rance, Yvel, Meu und Duc, vom Ruisseau de la Ramée, vom zeitweise trockenfallenden Ruisseau de Saint-Doha sowie von kleineren Bächen entwässert. Das 2000 Hektar große Waldgebiet Forêt de la Hardouinais erstreckt sich im nördlichen Teil des Gemeindegebiets. Der Fluss Meu speist zwei kleinere Seen, darunter den 38 Hektar großen Étang de la Hardouinais.
Merdrignac befindet sich auf der Hochebene von Rohan. Das Zentrum liegt auf einer Höhe von etwa 150 m. Das Relief des Gebiets ist relativ flach mit einem leichten Anstieg von Südost nach Nordwest, auf dem Gebiet von Saint-Launeuc einen sanften Bergrücken zwischen den Tälern von Rance und Meu. Die maximale Erhebung von 196 m wird im äußersten Westen gemessen, die minimale mit 77 m im äußersten Süden beim Austritt des Yvel aus dem Gemeindegebiet.
Teile des Gebiets von Merdrignac gehören zu den ZNIEFF-Naturzonen „Étang de la Hardouinais“ (530002623), „Forêt de la Hardouinais“ (530002897) und „Tourbière du Pont de Fer“ (530008260).
Umgeben wird Merdrignac von den Nachbargemeinden Mérillac und Éréac im Norden, Lanrelas im Nordosten, Trémorel im Osten, Illifaut im Südosten, Ménéac im Süden, Gomené im Südwesten und Westen, Laurenan im Westen sowie Saint-Vran im Nordwesten.

## Sehenswürdigkeiten
| Name                              | Ort           | Bemerkungen                                                   | Bild |
| --------------------------------- | ------------- | ------------------------------------------------------------- | ---- |
| Pfarrkirche La Madeleine          | Merdrignac    | 19. Jahrhundert                                               |      |
| Kapelle Saint-Yves                | Merdrignac    | 1703 errichtet                                                |      |
| Herrenhaus Le Vieux Bourg         | Merdrignac    | 1644 errichtet, als Monument historique eingeschrieben        |      |
| Schloss La Bruyère                | Saint-Launeuc | 1770 erbaut, in Teilen als Monument historique eingeschrieben |      |
| Kirche Saint-Léonore              | Saint-Launeuc | Älteste Teile aus dem 15. Jahrhundert                         |      |
| Calvaire                          | Saint-Launeuc | 1601 errichtet                                                |      |
| Kapelle Notre-Dame-de-Bon-Secours | Saint-Launeuc | 17. Jahrhundert                                               |      |

## Bildung
Die Gemeinde verfügt über
- eine öffentliche Vor- und Grundschule (École primaire),
- eine private Vor- und Grundschule „Sainte Anne“,
- ein öffentliches Collège „Per-Jakez Hélias“,
- ein privates Collège „Saint-Nicolas“ und
- ein landwirtschaftlich orientiertes Lycée.[3]

## Wirtschaft
Merdrignac liegt in der Zone AOC des Whisky breton oder Whisky de Bretagne.

## Verkehr
Die Route nationale 164 von Montauban-de-Bretagne (Département Ille-et-Vilaine) nach Châteaulin (Département Finistère) durchquert die Gemeinde von Ost nach West am Zentrum vorbei. Sie kreuzt südwestlich des Zentrums die Departementsstraße D 793, die ehemalige Route nationale 793 von Dinan über Éréac und Saint-Launeuc nach Josselin über Ménéac. Die Departementsstraße D 6 kreuzt die RN 164 südöstlich des Zentrums und verbindet die Gemeinde mit Saint-Vran im Nordwesten und mit Illifaut im Südosten. Weitere, nachgeordnete Departementsstraßen und lokale Landstraßen führen zu weiteren Nachbargemeinden.
Busse von drei Linien des Transportunternehmens BreizhGo der Region Bretagne verbinden die Gemeinde mit Rennes, Saint-Brieuc und Loudéac.

## Persönlichkeiten
- Pierre Boisson (1894–1948), französischer Generalgouverneur in Afrika, geboren in Saint-Launeuc
- Guy Le Rumeur (1901–2003), französischer Offizier und Schriftsteller, geboren in Merdrignac
- Jacqueline Chevé (1961–2010), französische Politikerin, geboren in Merdrignac